# Tabanus malayensis
Tabanus malayensis är en tvåvingeart som beskrevs av Ricardo 1911. Tabanus malayensis ingår i släktet Tabanus och familjen bromsar. Inga underarter finns listade i Catalogue of Life.